# Трамбле, Франсуа-Луи
Франсуа́-Луи́ Трамбле́ (фр. François-Louis Tremblay, 13 ноября 1980) — канадский шорт-трекист, двукратный чемпион Олимпийских игр 2002 и  2010 годов, двукратный серебряный призёр 2006 года, бронзовый призёр 2010 года. 9-кратный чемпион мира, многократный призёр чемпионатов мира.

## Спортивная карьера
Франсуа-Луи Трамбле встал на коньки в возрасте 4-х лет. С 1997 по 1999 года принимал участие на юниорских чемпионатах мира, в 1998 году он выиграл золотую медаль на 500 м, серебро на 1000 м, и стал первым в многоборье, в 1999 году вновь взял золото на 500 м, бронзу на 3000 м и в многоборье стал третьим.  В 2000 и 2006 годах был чемпионом страны, вторым - 2005 и третьим - 2009 годах. В 2000 году на играх Доброй воли в Лейк-Плэсиде выиграл три золотые медали на 500 м, 1000 м и в эстафете. 
Начиная с 1999 и заканчивая 2012 годами Франсуа выиграл 5 золотых медалей на чемпионатах мира в Пекине 2005 и Миннеаполисе 2006 годах на 500 м и в эстафете, в Шанхае 2012 года в эстафете.
На командных чемпионатах мира выиграл 4 золота в Гаага 2000, Минамимаки 2001, Чхунчхоне 2005 и Будапеште 2007 годах.
Франсуа-Луи участвовал на первых своих Олимпийских играх в Солт-Лейк-Сити и выиграл золото в эстафете вместе с 
Джонатаном Гильметтом,  Эриком Бедаром,  Матье Тюркоттом и  Марком Ганьоном. Через 4 года в Турине на 500 м выиграл серебряную медаль, проиграв американцу  Антону Аполо Оно, но опередив Русского корейца Ан Хён Су. В эстафете борьба развернулась между чемпионами мира канадцами и кореей, в которой они лидировали поочередно, но на последнем этапе Ан Хён Су вырвал победу для южной кореи. Трамбле получил ещё одну серебряную медаль. 
На Олимпийских играх в Ванкувере в финале на 500 метров борьба как и ожидалось, оказалась весьма упорной. Кореец Сон Си Бэк первым вошел в финальный вираж и, казалось, выиграет золотую медаль, но затем он споткнулся, возможно, после легкого столкновения с Шарлем Амленом, и вылетел на повороте.  Амлен чуть не упал, но удержался на ногах и первым пересек линию почти задом наперед. Позади этих двоих Франсуа-Луи Трамбле тоже упал из-за вмешательства  Антона Аполо Оно, который финишировал вторым после  Амлена. За это американец был дисквалифицирован, и серебряная медаль досталась  Сон Си Бэку, который быстро встал, а бронзовая досталась Трамбле.
В эстафете финал был из пяти команд. Французы сразу отстали, канадец Шарль Амлен сразу захватил лидерство, а на последнем этапе Трамбле сделала отрыв от китайцев ещё больше и довёл гонку до золотой медали. Китаец Хань Цзялян упал недалеко от финиша и пропустил вперёд Корею и США. В 2013 году Трамбле не смог пройти отбор на Олимпиаду 2014 года и завершил карьеру.

## Награды
1999, 2000. 2006 года - назван лучшим конькобежцем года по версии SSC в шорт-треке.
2006 год - назван Квебекским выдающимся спортсменом на Гала-турнире Sport-Québec